# Liste der Monuments historiques in Chiry-Ourscamp
Die Liste der Monuments historiques in Chiry-Ourscamp führt die Monuments historiques in der französischen Gemeinde Chiry-Ourscamp auf.

## Liste der Bauwerke
| Bezeichnung       | Beschreibung                                      | Standort | Kennzeichnung | Schutzstatus | Datum | Bild           |
| ----------------- | ------------------------------------------------- | -------- | ------------- | ------------ | ----- | -------------- |
| Kirche Notre-Dame |                                                   | (Lage)   | PA00114591    | Classé       | 1921  | weitere Bilder |
| Schloss Mennechet | Erbaut in der zweiten Hälfte des 19. Jahrhunderts | (Lage)   | PA60000081    | Inscrit      | 2011  | weitere Bilder |
| Kloster Ourscamp  | Erbaut im 12./13. Jahrhundert                     | (Lage)   | PA00114590    | Classé       | 1940  | weitere Bilder |

## Liste der Objekte

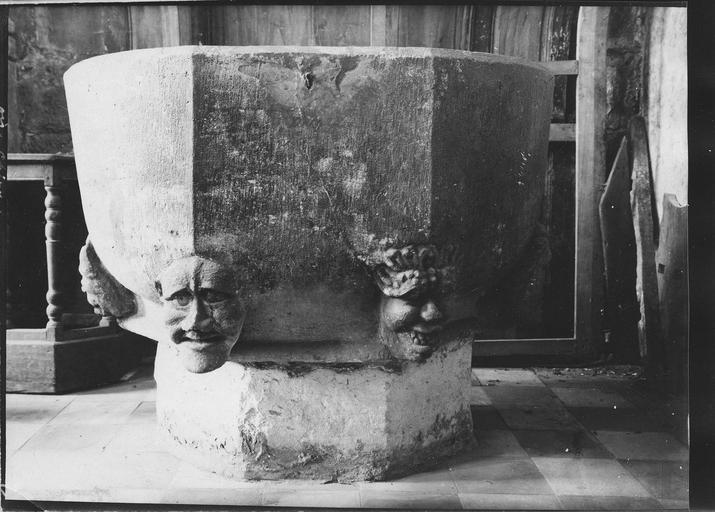
Taufbecken aus dem 13. Jahrhundert in der Kirche Notre-Dame

- Monuments historiques (Objekte) in Chiry-Ourscamp in der Base Palissy des französischen Kultusministeriums